# Abu Amr Ibn al-Alâ'
Abu Amr Ibn al-Alâ'  (en arabe : أبو عمرو بن العلاء) est un lecteur du Coran, un lexicographe et un grammairien arabe, considéré comme le fondateur de l'école de Basra. Il serait né vers 689 à La Mecque et mort vers 770.

## Origine et formation
Les biographes divergent à propos de ses origines et de sa formation. La thèse la plus répandue est qu'il naquit à La Mecque. Il passa son enfance dans le Hedjaz, puis se rendit en Irak avant de retourner au Hedjaz avec son père, pour échapper à al-Hajjaj pour des raisons inconnues. C'est à cette occasion qu'il aurait étudié les lectures du Coran et commencé à recueillir des informations des Bédouins. Il est certain cependant qu'il s'installa à Basra vers 714 (après la mort d'al-Hajjaj), où il passa le reste de sa vie.

## Influence
On compte parmi ses élèves les futurs maîtres de l'école philologique et grammaticale de Basra Al-Asmai, Abu 'Ubaida et Khalîl.